# 紫黏盲鳗
紫盲鳗（学名：Myxine garmani），又名青眠鰻，为盲鳗科盲鳗属的鱼类。分布于日本铫孑以南以及东海等海域。该物种的模式产地在日本。
紫盲鰻是过时的称呼。